# Motor aerospike

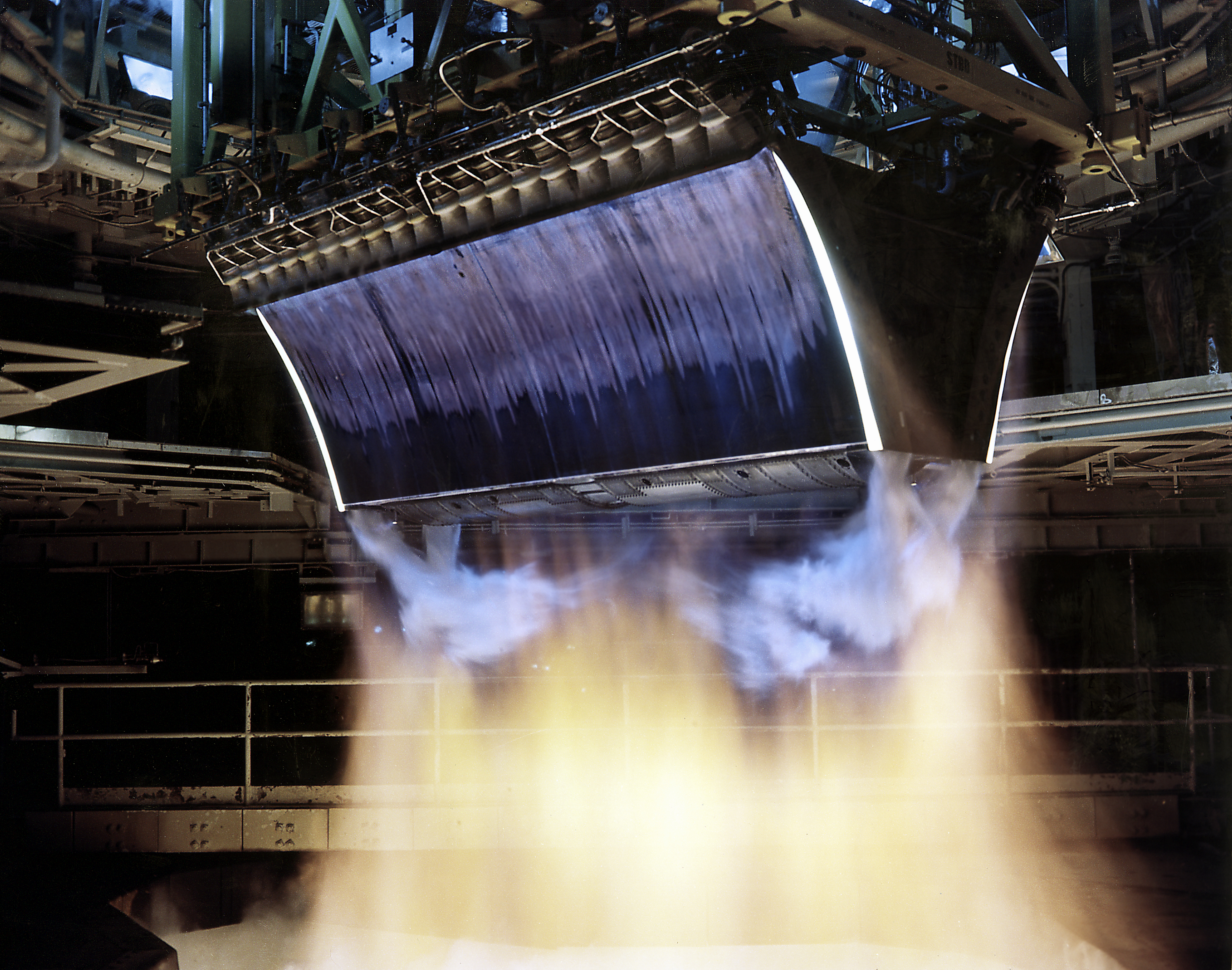
Motor aerospike linear XRS-2200 sendo testado para o X-33

O motor aerospike é um tipo de motor de foguete que mantém sua eficiência ao longo de uma vasta faixa de altitudes através do uso de um bocal aerospike. Por esta razão, um veículo que utiliza um motor aerospike consome menos combustível em baixas altitudes se comparado com um bocal convencional do tipo sino.
Esta perda de desempenho ocorre nos bocais convencionais do tipo sino quando há grande variação na razão entre a pressão da câmara de combustão e a atmosférica, visto que a forma do bocal sino convencional não se altera durante sua operação. Com isso, para ajustar as condições do escoamento às condições ambientes na exaustão, há o aparecimento de ondas de choque e de ondas de expansão que reduzem consideravelmente o empuxo.
Já no motor aerospike, a expansão dos gases de combustão é limitada pela pressão atmosférica, fazendo com que o motor opere adequadamente em uma faixa ampla de altitudes.
Motores aerospike têm sido estudados para muitos veículos lançadores de um único estágio, como o X-33 e o VentureStar. Além disso, foram também propostos para o ônibus espacial dos Estados Unidos.